# Ca'fer Pachá
Ca'fer Pachá el Viejo (entre 1630 y 1640 - Zenta; 11 de septiembre de 1697), llamado büyük o koca (ambos en alemán "el Grande"), fue comandante en Belgrado y Timișoara y cayó en la batalla de Zenta.

## Biografía
El cronista Alî de Timisoara, guardián del sello de Ca'fer Pachá, escribió un relato detallado del periodo comprendido entre 1688 y 1697. Sin embargo, apenas contiene información personal sobre el Pasha, ni de su aspecto, ni si estaba casado, ni cuando nació. La historiografía otomana de la época elogia a Ca'fer Pachá por su experiencia en la guerra, su valentía y su astucia. Sin embargo también aquí sólo se pueden encontrar datos contradictorios y aparentemente también en parte incorrectos. A partir de todas estas fuentes, especialmente de la biografía nacional otomana Sicill-i 'Osmanî de Mehmed Süreyya, se puede relatar su vida hasta cierto punto.
Nació entre 1630 y 1640. Se desconoce el lugar de su nacimiento. Fue paje de la corte del sultán. Desde 1670 él fue Kethüda (Prefecto) de algunos dignatarios. Fue nombrado Sancakbeği (Señor del Estandarte) de Kars en Anatolia Oriental en 1682. Luego Ca'fer se convirtió en gobernador de Erzurum, Van (25 de mayo de 1684) y de Sivas entre 1684 y 1685. En la primavera de 1686 se convirtió en visir y beylerbey en Diyarbakir. Condujo a sus tropas provinciales a Belgrado como guarnición de fortaleza. En 1687 o 1688, Ca'fer se convirtió en comandante de la guarnición en Timisoara, que defendió con éxito frente a las tropas imperiales desde septiembre de 1688 hasta octubre de 1690. Luego tomó el mando de las tropas que apoyaron a Thököly en Transilvania hasta enero de 1691.
En 1691, Ca'fer Pachá fue gobernador de Bosnia. Luego se hizo cargo de la expansión y defensa de Belgrado. En 1693 repelió un ataque contra la fortaleza, pero fue herido en una pierna. Esta victoria fortaleció su posición en el Consejo de Guerra. La provincia de Haleb, que le fue entregada, fue administrada por su hermano Yusuf Beğ, mientras que él mismo participó en el fallido asedio de Petrovaradin (septiembre y octubre de 1694). Después de una breve estancia en Belgrado y la captura de la fortaleza de Titel en Tisza (verano de 1695), Ca'fer pasó algún tiempo en su provincia de Haleb.
En verano de 1696, Ca'fer Pachá participó en la exitosa campaña en Banat y luego restauró otra vez la fortaleza de Timisoara. El plan de campaña, que elaboró durante este tiempo, fue aprobado por el Consejo de Guerra. Ese plan, sin embargo, no se cumplió. A causa de ello el ejército otomano perdió la batalla de Zenta contra el príncipe Eugenio de Saboya, donde murió junto con más de 10.000 combatientes el 11 de noviembre de 1697, mientras defendía una cabeza de puente durante la retirada.

## Vista contemporánea
El coraje personal, la sabiduría en las reuniones del consejo, la cabeza fría y la prudencia en la batalla, la experiencia de guerra de un viejo guerrero son cosas que los cronistas otomanos de su época elogian sobre Ca'fer Pachá. Sin embargo también se menciona su severidad y crueldad, así como su supuesta culpabilidad respecto a la derrota en Zenta. Sin embargo, sólo se puede encontrar más información sobre él en el informe del guardián de los sellos, Ali. Sin embargo, lo primero que quiere es crear un monumento a su señor, que evidentemente es muy venerado, por lo que cualquier crítica queda al respecto de lado.
“Como he comido durante tanto tiempo el pan de este gran caballero y gozado de su favor y generosidad, el fuego del celo penetró cada vez más profundamente en mi ser interior, y por eso tomé la resolución de escribir todo y la explicar la verdad que era bien conocida por mí, en forma de crónica”. (Inicio del capítulo final de la crónica)
Según Alî, el consejo de Ca'fer de abstenerse de cruzar el río probablemente habría sido mejor y tal vez podría haber evitado así la derrota. Niega las disputas descritas por sus contemporáneos entre su Pasha y el Gran Visir Elmas Pachá, y justifica la dureza en la imposición de castigos con la necesidad de la severidad de un gobernador.